# سیارک ۲۶۲۶۴
سیارک ۲۶۲۶۴ (به انگلیسی: 26264 McIntyre، نامگذاری:1998RH44)۲۶۲۶۴مین سیارک کشف شده‌است که در ۱۴ سپتامبر ۱۹۹۸ کشف شد.